# Still Into You
Still Into You is een nummer van de Amerikaanse rockband Paramore uit 2013. Het is de tweede single van hun titelloze vierde studioalbum.
"Still Into You" is een vrolijk uptempo rocknummer dat gaat over de relatie van frontvrouw Hayley Williams met New Found Glory-gitarist Child Gilbert. Het nummer werd in een aantal landen een bescheiden hit. Zo bereikte het de 24e positie in de Amerikaanse Billboard Hot 100. In Nederland bereikte de plaat geen hitlijsten, terwijl in Vlaanderen de 60e positie werd gehaald in de Tipparade.
In 2024 maakte de Australische producer CYRIL een cover van dit nummer, met Maryjo als zangeres. Deze cover kwam tot een vijftiende plaats in de Nederlandse Top 40 in 2025.

## Tracklijst
Muziekdownload
1. "Still Into You" - 3:36

Cd-single
1. "Still Into You" (singleversie) - 3:27
2. "Still Into You" (albumversie) - 3:37